# Santa Bárbara (Santa Bárbara)
Santa Bárbara (uit het Spaans: "Sint-Barbara") is een gemeente (gemeentecode 1601) en hoofdplaats van het departement Santa Bárbara in Honduras.
De plaats is in 1761 gesticht door mensen die afkomstig waren uit Gracias. In 1815 vond er een overstroming plaats in een dorp dat Tencoa heette. Een groot deel van de bevolking vertrok daarop naar Santa Bárbara.
De plaats ligt in het bergachtige westen van Honduras, op een vlakte die omgeven is door heuvels. Door Santa Bárbara stroomt de Sesecapa. Deze komt uit in de Ulúa. In de omgeving liggen het Nationaal park Santa Bárbara en het Meer van Yojoa.
Santa Bárbara heeft een koloniaal uiterlijk. De bevolking bestaat voornamelijk uit Lencas en blanken.

## Bevolking
De bevolking is als volgt verdeeld:
| Vrouwen | 22.268 | 50,4% |
| Mannen  | 21.914 | 49,6% |

## Dorpen
De gemeente bestaat uit negentien dorpen (aldea), waarvan de grootste qua inwoneraantal: Santa Bárbara  (code 160101) en Macholoa (160116).